# Siège de Poitiers (1569)
Pour les articles homonymes, voir Bataille de Poitiers.
 (mai 2021).
Troisième guerre de Religion (1568-1570)
Batailles
Guerres de Religion en France
Prélude
- Mérindol (1545)
- Amboise (1560)
- Colloque de Poissy (1561)

Première guerre de Religion (1562-1563)
- Édit de Saint-Germain (1562)
- Massacre de Wassy (1562)
- Toulouse (1562)
- Vergt (1562)
- Rouen (1562)
- Dreux (1562)
- Orléans (1563)
- Paix d'Amboise (1563)

Deuxième guerre de Religion (1567-1568)
- Surprise de Meaux (1567)
- Michelade (1567)
- Saint-Denis (1567)
- Chartres (1568)
- Paix de Longjumeau (1568)

Troisième guerre de Religion (1568-1570)
- Jarnac (1569)
- La Roche-l'Abeille (1569)
- Poitiers (1569)
- Orthez (1569)
- Montcontour (1569)
- Pamproux (1569)
- Saint-Jean-d'Angély (1569)
- Arnay-le-Duc (1570)
- Rabastens (1570)
- Paix de Saint-Germain-en-Laye (1570)

Quatrième guerre de Religion (1572-1573)
- Saint-Barthélemy (1572)
- Sancerre (1572-1573)
- Sommières (1573)
- La Rochelle (1573)

Cinquième guerre de Religion (1574-1576)
- Dormans (1575)
- Édit de Beaulieu (1576)

Sixième guerre de Religion (1577)
- Paix de Bergerac (1577)
- Édit de Poitiers (1577)

Septième guerre de Religion (1579-1580)
- Traité de Nérac (1579)
- Paix du Fleix (1580)

Huitième guerre de Religion (1585-1598) 
Guerre des Trois Henri

- Traité de Joinville (1584)
- Édit de Nemours (1585)
- Jarrie (1587)
- Coutras (1587)
- Vimory (1587)
- Auneau (1587)
- Journée des Barricades (1588)
- Arques (1589)
- Ivry (1590)
- Paris (1590)
- Journée des Farines (1591)
- Chartes (1591)
- Poncharra (1591)
- Châtillon (1591)
- Rouen (1591-1592)
- Craon (1592)
- Port-Ringeard (1593)
- Fort Crozon (1594)
- Fontaine-Française (1595)
- Doullens (1595)
- Amiens (1597)
- Édit de Nantes (1598)

Rébellions huguenotes (1621-1629)
- Saumur (1621)
- Saint-Jean-d'Angély (1621)
- La Rochelle (1621)
- Montauban (1621)
- Riez (1622)
- Royan (1622)
- Sainte-Foy (1622)
- Nègrepelisse (1622)
- Saint-Antonin (1622)
- Montpellier (1622)
- Saint-Martin-de-Ré (1622)
- Traité de Montpellier (1622)
- Blavet (1625)
- Île de Ré (1625)
- Traité de Paris (1626)
- Saint-Martin-de-Ré (1627)
- La Rochelle (1627-1628)
- Privas (1629)
- Alès (1629)
- Montauban (1629)
- Paix d'Alès (1629)

Révocation de l'édit de Nantes (1685)
Le siège de Poitiers est un fait militaire ayant eu lieu du 24 juillet 1569 au 7 septembre 1569.
Durant l'été 1569, la ville de Poitiers se trouve au cœur de la troisième guerre de religion opposant catholiques et protestants dans le royaume de France. Jean Calvin y serait vraisemblablement venu en 1534. Selon la légende, il y aurait effectué le premier prêche de la confession qui portera son nom, le calvinisme, après la parution de son principal ouvrage, l'Institution de la religion chrétienne, en 1536. Poitiers, qui avait déjà basculé, entre les mois de mai et de juillet 1562, du côté protestant avant d'être reprise par le parti catholique et royaliste, reste fidèle au roi Charles IX et au catholicisme.

## Contexte général
En France les souverains de la Maison de Valois et la reine mère Catherine de Médicis combattent de pied ferme l'hérésie. Ils sont soutenus par le pape et le roi d'Espagne, et par les maisons de Lorraine et les Guise pour le camp des catholiques.
Du côté protestant, les huguenots ont pour principaux représentants Louis Ier de Bourbon-Condé prince de la maison de Bourbon, sa belle-sœur la reine de Navarre Jeanne d'Albret, son neveu Henri de Navarre, qui est le futur Henri IV (roi de France) et le clan des Châtillon-Coligny dont l'amiral de France Gaspard II de Coligny.

## Contexte du siège
Le Poitou est d'une importance capitale : du fait de sa situation géographique il est proche de La Rochelle, une ville portuaire calviniste devenu la capitale du protestantisme en 1567. La situation est particulièrement instable durant l'été 1568, lorsque les chefs huguenots sont menacés d'emprisonnement par les armées royales. Les chefs décident de se réfugier à La Rochelle. Louis Ier de Bourbon-Condé et l'amiral de Coligny fuient leurs domaines respectifs de Bourgogne pour l'Aunis, dont la capitale est La Rochelle, le 28 septembre 1568.
Les provinces de l'ouest du royaume telles que l'Aunis, l'Angoumois et le Poitou sont le théâtre d'affrontements réguliers opposant protestants et catholiques. Après la première guerre de Religion en 1562, Poitiers est effleurée par les nombreuses confrontations sans subir de dommages. Mais le 13 mars 1569, pendant la bataille de Jarnac, Condé lui-même périt assassiné et Jeanne d'Albret, la reine de Navarre, confie aux troupes protestantes les jeunes princes Henri Ier de Bourbon-Condé alors âgé de 16 ans et Henri de Navarre âgé de 15 ans comme étant leurs nouveaux chefs.
En juin et juillet 1569, les succès militaires ont tendance à basculer dans le camp protestant. En effet, l'armée catholique essuie plusieurs défaites successives. Cette situation laisse aux huguenots le champ libre en Poitou.
Le siège de l'été 1569 est un épisode important de la troisième guerre de Religion. Elle va mobiliser l'armée protestante en route vers la Loire. Le comte de Lude, gouverneur du Poitou, est occupé, depuis le 20 juin 1569, à assiéger Niort, ville protestante, mais le siège s'éternise. Alors que les troupes de Coligny sont en approche, le comte prend la décision de se replier, le 1er juillet, et de se retrancher dans Poitiers.

## Les forces militaires présentes
Il est difficile d'avoir des certitudes sur les forces présentes pour la défense de Poitiers mais, selon Martin Liberge, il y aurait entre 3 et 4 000 soldats composés de fantassins, cavaliers et de civils armes à la main. Le 12 juillet 1569, le duc de Guise Henri Ier de Lorraine, son frère, le marquis de Mayenne, entrent dans Poitiers en renfort, accompagnés de 800 cavaliers armés dont 400 lanciers italiens.
En face, l'armée de Coligny est imposante avec environ 10 000 fantassins et entre 8 000 et 9 000 cavaliers. L'armée protestante dispose également d'une forte artillerie.

## Le déroulement du siège de Poitiers
Du 26 au 30 juillet 1569, Coligny installe son camp, les seigneurs huguenots entourent Poitiers pour faire des repérages. Le mercredi 27 juillet, le château (aujourd'hui disparu, il était situé porte de Paris) essuie les premiers tirs d'artillerie sans subir de dommages. Les protestants construisent un pont au-dessus de la rivière, le Clain. Dans le même temps, tout autour de la cité, les protestants entreprennent de nombreux chantiers de siège comme des tranchées, des buttes… Dans l'enceinte de la ville les défenseurs renforcent aussi leur dispositif.
Le 31 juillet 1569, les Poitevins fabriquent activement toutes sortes de projectiles et de pièges pour repousser les assaillants lorsqu'ils s'approchent des brèches.
Mais au début du mois d'août le combat fait rage. Lors des premiers jours les canons sont placés en direction de la muraille et la tour du pont Joubert est détruite. L'amiral Coligny tente de pratiquer une brèche dans l'appareil défensif du pont Joubert. Les 3 jours suivants, les canons font feu avec vélocité sur les structures défensives. Au cours du mois d'août 1569, les huguenots parviennent à effectuer trois brèches dans la muraille, mais les huguenots essuient un échec sur le pont Saint-Cyprien. L'armée de Coligny se place en ordre de bataille sur le plateau des Dunes et installe le doute dans le camp catholique. Les assiégés remportent une victoire importante lors de la défense du moulin de Tison. À la fin du mois d'août, lors de la troisième brèche, les assaillants continuent de canonner au Pré-l'Abbesse et entament une nette progression jusqu'à l'église Sainte-Radegonde. Mais, le 25 août, les deux armées se tiennent en échec. Dans les derniers jours, la dysenterie gagne les rangs des assaillants et de nombreux seigneurs tombent malades.
Arrive le mois de septembre et les Poitevins font une sortie victorieuse contre les retranchements protestants dans la vigne qui surplombe Rochereuil. Les assiégeants s'en prennent aux portes ouest du faubourg. Les soldats positionnés à leurs postes aux ordres des seigneurs et gentilshommes résistent aux assauts des protestants. Le 7 septembre 1569, l'armée royale vient mettre le siège devant Châtellerault occupé par les huguenots. D'après le récit de Liberge, les Poitevins entendent les tirs d'artillerie, et les troupes de Coligny ne tardent pas à lever le siège de Poitiers pour défendre Châtellerault.
Le lendemain, a lieu une procession pour remercier Dieu.

## Conséquences

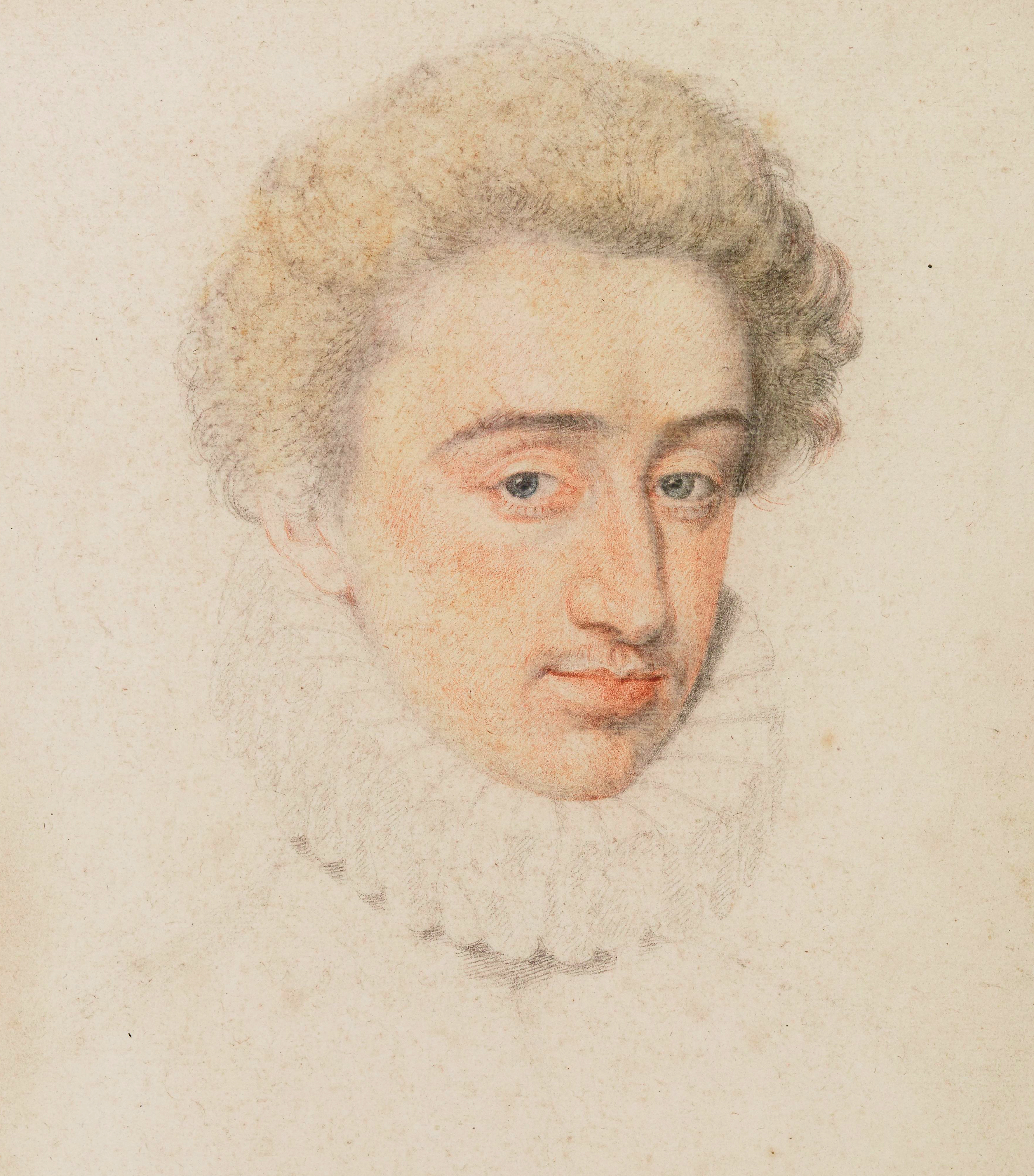
Henri de Navarre en 1568, par Pierre Dumonstier (dessin), BnF, réserve boite fol-NA-22 (12)

Après le siège, le calme n'est pas revenu dans l'immédiat, après le retrait des troupes protestantes, mais la résistance victorieuse des Poitevins est interprétée comme la divine Providence qui ouvre une ère nouvelle de ralliement pour les catholiques les plus orthodoxes. Chaque année, une procession d'action de grâces fut menée en faveur des saints protecteurs de la cité, Radegonde, Hilaire et la Vierge. Elle est nommée la Saint-Clouaud (fêté le 7 septembre), et dure jusqu'à la Révolution.
Peu à peu les destructions dues aux conséquences directes du siège furent réparées, mise à part l'abbaye Saint-Cyprien qui sera définitivement démolie en 1574. Les impacts des boulets de canons tirés depuis les Dunes par l'armée protestante sont toujours visibles sur le chevet de la cathédrale.

Pour les protestants, l'armée de Coligny qui remontait vers Châtellerault affronta les troupes royales, le 3 octobre 1569, lors de la bataille de Moncontour où les protestants subissent une immense défaite. 

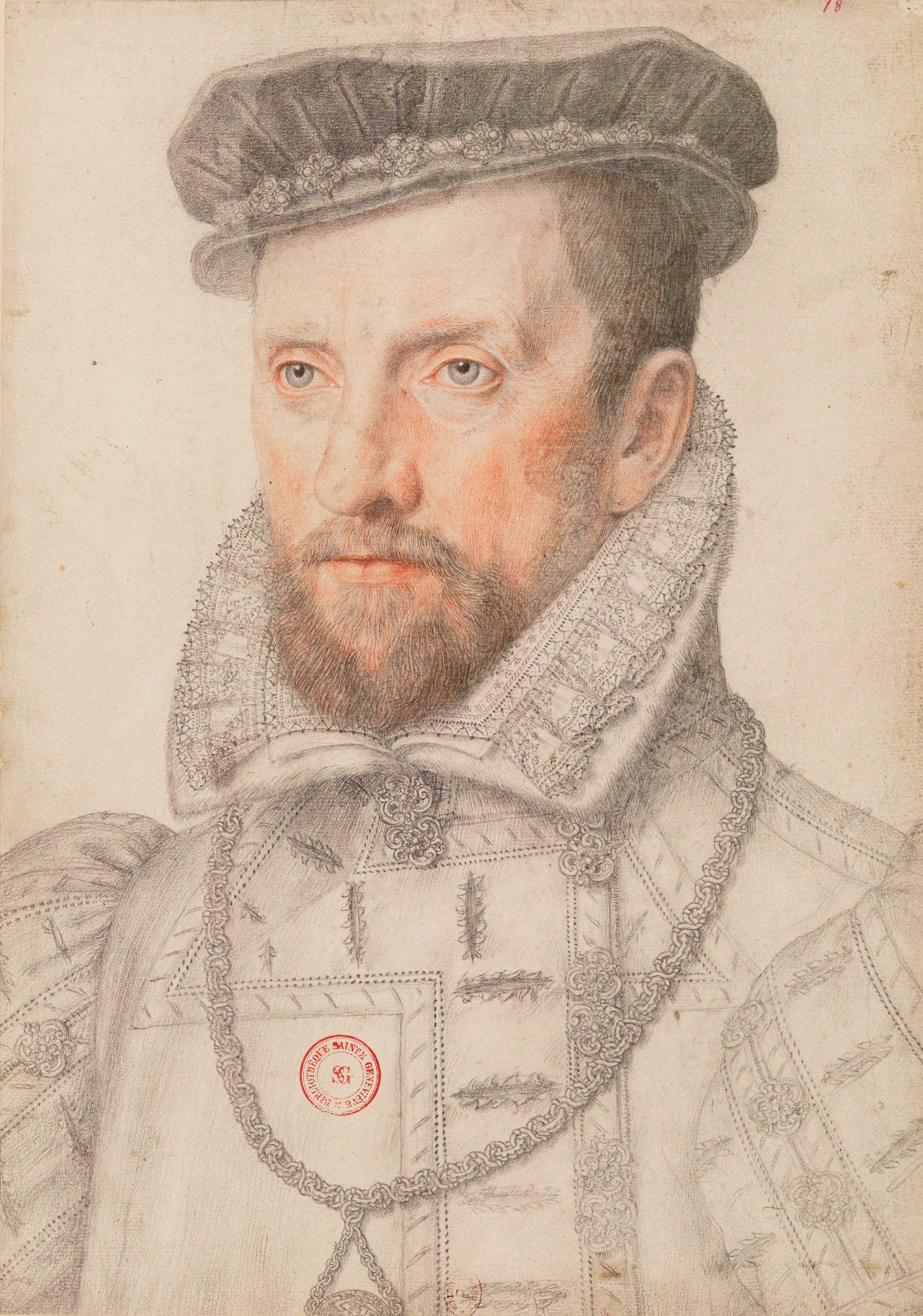
Portrait de l'amiral Gaspard II de Coligny, vers 1560 par un anonyme (fusain et sanguine) BnF, réserve boite fol-NA-22(6) (Wikimedia Commons- Gallica).